# 梅肯 (阿拉巴馬州)
梅肯（英語：Macon）是一個位於美國阿拉巴馬州卡爾霍恩縣的非建制地區。該地的面積和人口皆未知。

## 地理
梅肯的座標為33°43′50″N 86°04′38″W / 33.730556°N 86.077222°W，而該地最高點為海拔高度154米（即505英尺）。